# شون موريشيتا
شون موريشيتا (باليابانية: 森下 俊) (11 مايو 1986 في إيسه في اليابان – )؛ هو لاعب كرة قدم ياباني سابق كان يلعب كمدافع.

## وصلات خارجية
- شون موريشيتا على موقع رابطة كرة القدم اليابانية للمحترفين (اليابانية)
- شون موريشيتا على موقع قاعدة بيانات كرة القدم.إي يو (الإنجليزية)
- شون موريشيتا على موقع Soccerway.com (الإنجليزية)
- شون موريشيتا على موقع عالم كرة القدم.نت (الإنجليزية)
- شون موريشيتا على موقع كووورة